# Іден (Юта)
Іден (англ. Eden) — переписна місцевість (CDP) в США, в окрузі Вебер штату Юта. Населення — 690 осіб (2020).

## Географія
Іден розташований за координатами 41°18′13″ пн. ш. 111°47′56″ зх. д. / 41.30361° пн. ш. 111.79889° зх. д. (41.303662, -111.798808).  За даними Бюро перепису населення США в 2010 році переписна місцевість мала площу 10,89 км², з яких 10,88 км² — суходіл та 0,01 км² — водойми.

## Демографія
Згідно з переписом 2010 року, у переписній місцевості мешкало 600 осіб у 186 домогосподарствах у складі 156 родин. Густота населення становила 55 осіб/км².  Було 204 помешкання (19/км²).
Расовий склад населення:
| - 95,8 % — білих - 1,0 % — чорних або афроамериканців - 0,5 % — азіатів - 0,3 % — вихідців з тихоокеанських островів - 0,2 % — корінних американців - 1,0 % — осіб інших рас |

До двох чи більше рас належало 1,2 %. Частка іспаномовних становила 3,2 % від усіх жителів.
За віковим діапазоном населення розподілялося таким чином: 32,8 % — особи молодші 18 років, 56,9 % — особи у віці 18—64 років, 10,3 % — особи у віці 65 років та старші. Медіана віку мешканця становила 36,0 року. На 100 осіб жіночої статі у переписній місцевості припадало 96,1 чоловіків;  на 100 жінок у віці від 18 років та старших — 96,6 чоловіків також старших 18 років.
Середній дохід на одне домашнє господарство  становив 80 035 доларів США (медіана — 68 854), а середній дохід на одну сім'ю — 81 523 долари (медіана — 68 125). За межею бідності перебувало 4,5 % осіб, у тому числі 14,3 % дітей у віці до 18 років та 0,0 % осіб у віці 65 років та старших.
Цивільне працевлаштоване населення становило 193 особи. Основні галузі зайнятості: освіта, охорона здоров'я та соціальна допомога — 34,7 %, транспорт — 21,8 %, роздрібна торгівля — 17,1 %.